# Jacques Faure
Jacques Marie Alfred Gaston Faure (født 2. marts 1904 i Bordeaux, død 9. april 1988 i Paris) var en fransk general i hæren og idrætsmand. Faure kæmpede i De frie franske styrker under anden verdenskrig. Han udmærkede sig i slaget om Narvik og blev for dette tildelt Krigskorset, Norges fremmeste udmærkelse. Faure er også kendt som deltager i kupforsøg i Algeriet i 1961.

## Alpejæger
Faure gjorde militærtjeneste som alpejæger og faldskærmssoldat og tog derefter militær uddannelse ved militærakademiet École spéciale militaire de Saint-Cyr. Han tjenestegjorde ved den 13. alpejægerbataljon og var fra 1932 til 1938 leder for Frankrigs militære skilandshold. Han deltog i øvelsen militært patruljeløb under de olympiske vinterlege i Garmisch-Partenkirchen i 1936.

## Anden verdenskrig
Under anden verdenskrig tjenestegjorde Faure i general Béthouarts stab. Han blev med det fransk-polske ekspeditionskorps sendt til Norge og kom i maj i kamp mod tyske invasionsstyrker i Nordnorge. Faure udmærkede sig i slaget om Narvik og blev etter krigen dekoreret også fra norsk side. 
Efter den allierede tilbagetrækning fra Norge i juni 1940 sluttede Faure sig til De frie franske styrker. Han tjenestegjorde først i London og derefter fra november 1940 til 1942 i Marokko. I marts 1943 blev han stationeret i Alger. Faure deltog i kampene i Italien og derefter i befrielsen af Frankrig.

## Efter verdenskrigen
Faure tjenestegjorde til 1946 i generalstaben. Han havde så opgaver knyttet til de franske faldskærmsjægerafdelinger. Fra 1952 til 1953 var han militærguvernør ved generalstaben i Wien i det allieretkontrollerede Østrig. I september 1956 blev han beordret til Algeriet, hvor Frankrig kæmpede en krig mod arabiske nationalister. 
Faure var en del af kredsen som planlagde statskup mod præsident Charles de Gaulle for at forhindre Algeriets selvstændighed. I 1956 blev kupplanerne afsløret og Faure blev fængslet i 30 dage. Han deltog også i det såkaldte generalkup i april 1961 og blev idømt 10 års fængsel for dette. I 1968 blev han benådet.

## Udmærkelser
I 1946 blev Faure tildelt det norske Krigskorset med sværd for sin indsats under kampene mod de tyske invasionsstyrker i 1940. Han blev også dekoreret med det franske Croix de Guerre med fem palmer, Croix de la Valeur militaire med palme og Médaille de l'Aéronautique. Han var kommandør af Æreslegionen og af Ordenen for sportsfortjenester.